# Parafia Matki Bożej Różańcowej w Bajtkowie
Parafia Matki Bożej Różańcowej w Bajtkowie – parafia rzymskokatolicka, znajdująca się w diecezji ełckiej, w dekanacie Ełk - Świętej Rodziny.

## Historia
Wspólnota protestancka zbudowała kościół w Bajtkowie w 1895 roku. Po II wojnie światowej, przekazano go katolikom, a uroczyście poświęcił w 1946 roku ks. Jan Kącki CRL z parafii Najświętszego Serca Jezusowego. Parafia została erygowana 26 lipca 1982 roku przez bpa Jana Obłąka. Do 2024 roku parafia należała do Dekanatu Matki Bożej Fatimskiej, po zmianach należy do Dekanatu pw. Świętej Rodziny w Ełku. Wiernymi opiekują się Księża Werbiści.